# Croix de guerre du mérite civil

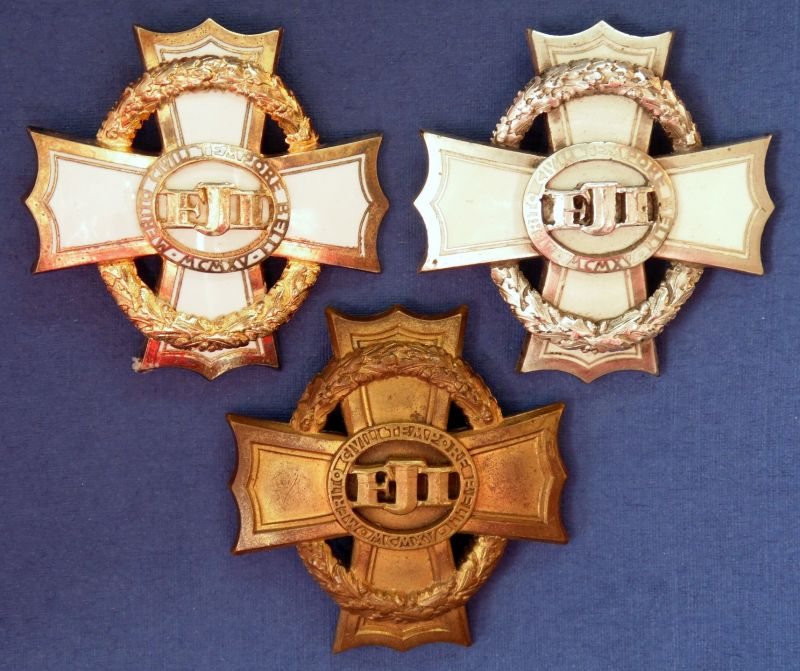
2e, 3e et 4e classes

La Croix de guerre pour Mérite civil (Kriegskreuz für Zivilverdienste en allemand ; Polgári Hadi Érdemkereszt en hongrois)
est une récompense civile de la monarchie austro-hongroise. Elle est fondée par François-Joseph Ier d'Autriche le 16 août 1915.

## Histoire
Créé le 16 août 1915 par François Joseph Ier, empereur d’Autriche et roi de Hongrie, elle est destinée à récompenser les services civils exceptionnels au cours de la Première Guerre mondiale. La croix pouvait également être attribuée à des officiers militaires pour leur contribution à la guerre hors des opérations de combat. Le médaillon central porte le monogramme FJI de l'Empereur (Franz Joseph Imperator), entouré de l'inscription "Merito Civili tempore belli MCMXV". Croix pectorale, elle était accrochée directement sur le manteau ou l'uniforme.

### Classes
- Croix de 1re classe: vermeil et branches émaillées de blanc. Grand module de 64 millimètres.
- Croix de 2e classe: identique avec un module de 44 millimètres similaire aux autres classes.
- Croix de 3e classe: argent, branches émaillées de blanc.
- Croix de 4e classe: intégralement en bronze.

Une croix de 1re classe avec brillants fut décernée à l'ambassadeur Kajetan von Mérey (en) pour son concours au traité de Brest-Litovsk.